# Konrad von Aufenstein

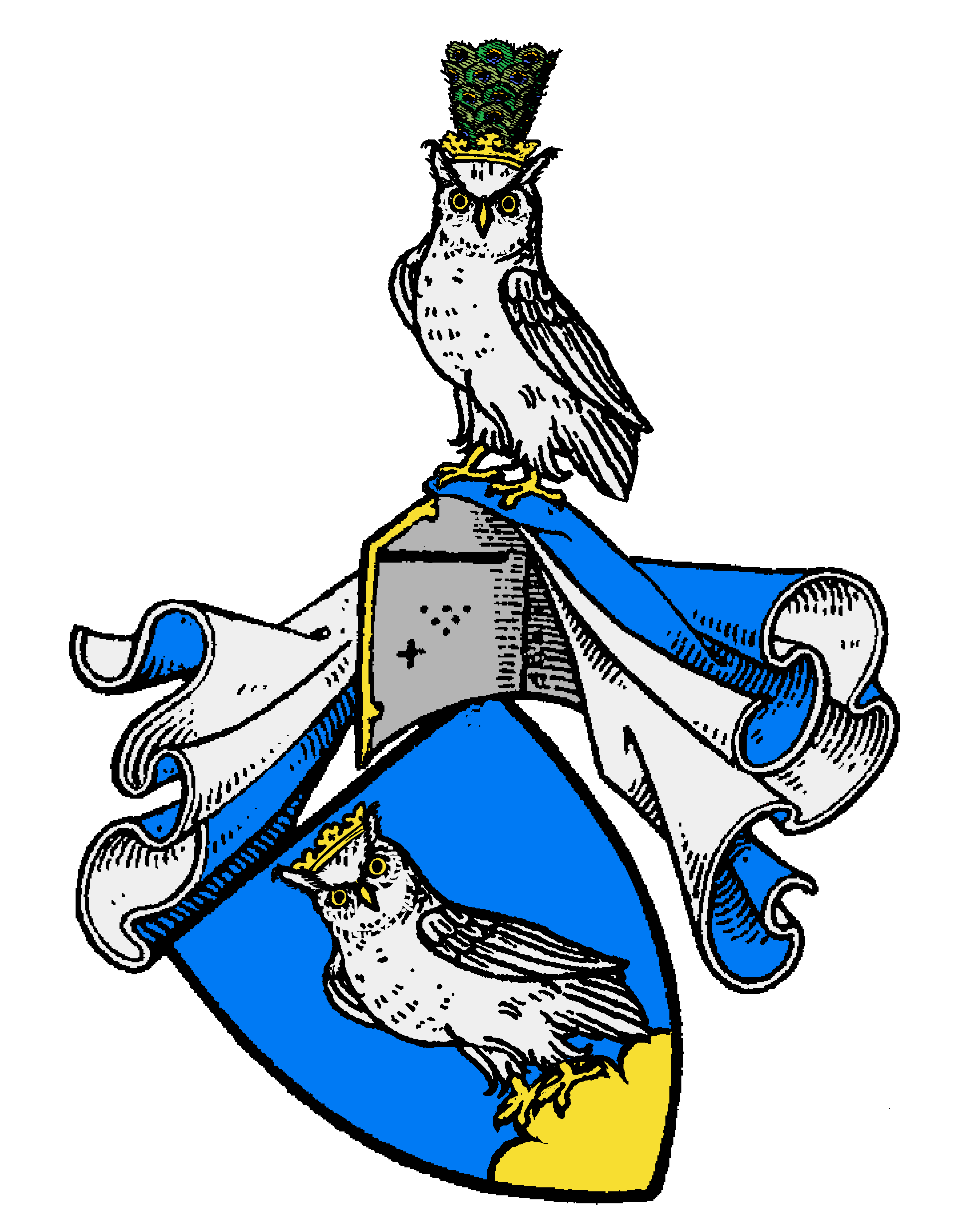
Wappen derer von Auffenstein

Konrad III. von Aufenstein (weitere Schreibungen: Auffenstein, Ownstein, Ouwenstein) war als Kärntner Marschall und Landeshauptmann im Dienste Meinhards II. der bedeutendste Vertreter des kurzlebigen Ministerialgeschlechtes von Auffenstein. Durch seinen Einfluss beim Übergang Kärntens von den Meinhardinern auf die Habsburger prägte er eine bedeutende Phase der Kärntner Landesgeschichte.

## Geschichte

### Griffner Aufstand
Konrad III. von Aufenstein kam mit Meinhard II. von Görz-Tirol, dem Enkel und Nachfolger des letzten Grafen von Tirol, Albert III., nach Kärnten und bewährte sich bei der Niederschlagung des Adelsaufstandes 1292/93, als sich die Heunburger, Karlsberger und weitere gegen Meinhard, seit 1286 auch Herzog von Kärnten, erhoben hatten.

### Marschall
Zur Belohnung erhielt er das Marschallamt in Kärnten sowie Burg und Herrschaft Karlsberg (südwestlich von St. Veit an der Glan). Konrad konnte sich in der Folge so erheblich bereichern – er besaß bald auch die Herrschaften Bleiburg, Gurnitz, Heunburg, Gutenstein etc. –, dass man seinen Erfolg dunklen Mächten zuschrieb und mit dem Wunderring des Wilhelm von Schärfenberg in Zusammenhang brachte, der, laut Sage, erzählt durch den zeitgenössischen steirischen Reimchronisten Ottokar aus der Gaal, 1292 seinen Vetter Konrad von Auffenstein sein Leben kostete.

### Landeshauptmann
1304 wurde Konrad Landeshauptmann von Kärnten. Nach dem Tode seines Bruders Heinrich II. erbte er auch dessen Tiroler Besitz inklusive seiner Stammburg Auffenstein im Wipptal. 1323 stiftete er das Klarissinnenkloster in St. Veit an der Glan, das auch die Familiengrabstätte werden sollte. 1329 verlieh ihm Herzog Heinrich VI. ein Gebiet südwestlich von Völkermarkt, wo Konrad die Burg Neudenstein errichtete.

### Wechsel zu den Habsburgern
Als 1335 Heinrich VI., der letzte Meinhardiner-Herzog Kärntens, starb, sorgte Konrad für einen möglichst reibungslosen Übergang der Kärntner Herzogswürde an Habsburg, geriet aber damit in scharfen Gegensatz zu Gräfin Margarete von Tirol, Tochter Herzog Heinrichs, die die Tiroler Güter Konrads einzog und landesfürstlich verwalten ließ. Bei der Belagerung und Einnahme wurde die Stammburg schwer beschädigt.
Vor 1341 ließ Konrad auf der Burg Nieder-Strechau einen Hungerturm errichten, in dem wenige Jahrzehnte später nach einem Aufstand gegen die Habsburger Herzöge seine eigenen Söhne Friedrich und Konrad schmachten sollten.